# لیتل واریر (آلاباما)
لیتل واریر (به انگلیسی: Little Warrior) یک منطقهٔ مسکونی در ایالات متحده آمریکا است که در شهرستان بلونت، آلاباما واقع شده‌است. لیتل واریر ۱۴۴ متر بالاتر از سطح دریا قرار دارد.